# Extended Packaging
Extended-Packaging bezeichnet die virtuelle Erweiterung der Produktverpackung durch Online-Informationen.
Der Konsument kann diese mit seinem Smartphone durch das Scannen eines QR-Codes oder des EAN-Codes auf der Verpackung aufrufen. Der Konsument gelangt mit dem Browser seines Smartphones auf die Homepage oder auf eine spezielle Plattform mit weiteren Informationen zum Produkt oder dessen Einsatzmöglichkeiten. Bekannte Einsatzmöglichkeiten sind weiterführenden Produktinformationen zur Produktverwendung, oder Angaben zu Nährstoffen, Allergien, der Herkunft der Bestandteile und Rückverfolgbarkeit, Nachhaltigkeit und CO2-Bilanz.
Die GTIN (Global Trade Item Number) des Produkts ist für das Extended Packaging von zentraler Bedeutung, da im Zuge des Datenmanagements eine eindeutige Identifizierung des Produkts und Unterscheidung von Varianten gegeben sein muss.
Extended Packaging kann untergeordnet als Teil der Markenkommunikation oder der digitalen Angebotskommunikation angesehen werden. Im Themenkomplex Smart Packaging ist es im Unterbereich intelligente Verpackungen einzuordnen.
Der Zweck von "erweiterten Verpackungen" ist nicht nur das Marketing oder eine reine Datenanalyse wie bei NFC/RFID-Chips. Durch die Verwendung von "erweiterten Verpackungen" auf ihren Produkten schaffen Marken und Einzelhändler die Möglichkeit, in der der Verbraucher aktuelle Informationen erhalten kann, die nicht durch den "Marketingjargon" verschleiert werden. Die Hauptgründe dafür sind die Veränderung der Verbraucherbedürfnisse und der zunehmende Wunsch nach mehr Transparenz, der technologische Fortschritt und neue gesetzliche Vorgaben. Ein Anwendungsbeispiel für mehr Verbrauchertransparenz ist beispielsweise der Einsatz von speziellen Traceability-Lösungen. Mit diesen kann die gesamte Wertschöpfungskette eines Produkts erfasst werden und ermöglicht so die lückenlose Rückverfolgbarkeit des Produkts bis zum Ursprung und der Herkunft der Rohwaren. Über Extended Packaging kann so eine digitale Brücken zwischen Hersteller, Händler und Konsumenten gebildet werden.
Für Konsumgüter Hersteller ist Extended Packaging ein wichtiger Bestandteil des Shopper-Marketings um nicht nur genauere Messmöglichkeiten zum Einkaufsverhalten der Konsumenten zu erhalten, sondern mit der Möglichkeit der individuellen Kundenansprache die Kundenzufriedenheit und Markentreue zu steigern.
Bekannte Scan-Apps für den Aufruf  erweiterter Produktinformationen sind Codecheck, Barcoo und Scatch.